# Dong Qu (vattendrag)
Dong Qu är ett vattendrag i Kina. Det ligger i provinsen Qinghai, i den nordvästra delen av landet, omkring 890 kilometer väster om provinshuvudstaden Xining.